# ثورة الشيخ سعيد
ثورة الشيخ سعيد بيران أو ثورة الشيخ سعيد النقشبندية هي ثورة قامت في جنوب شرق تركيا ضد سياسة التتريك والتعسف التي انتهجتها حكومات مصطفى كمال أتاتورك المتعاقبة بحق الأقليات.

## خلفية
مارس الشيخ سعيد بن الشيخ محمود بن الشيخ علي بيران النشاط السياسي منذ تأسيس الجمعيات والمنظمات الكردية بين الأعوام (1908-1923)، وكانت له صلات وثيقة مع العائلات الوطنية كعائلة بدرخان بك وعائلة الشيخ عبيد الله النهري، بالإضافة إلى الزعماء الكرد المعاصرين له. قامت الحكومة التركية باعتقال بعض قادة جمعية آزادي الكردية مثل خالد جبران ويوسف زيا الذين أعدما رمياً بالرصاص في مدينة بدليس في خريف 1924. عندئذ، وقع الاختيار على الشيخ سعيد ليكون رئيسًا للجمعية التي عقدت مؤتمراً في تشرين الثاني 1924 في حلب حضره علي رضا، ابن الشيخ سعيد ممثلا عن والده، إلى جانب معظم القادة الكرد في تركيا وسوريا. قرر المشاركون في المؤتمر الكردي القيام بانتفاضة شاملة لانتزاع الحقوق القومية الكردية، على أن تبدأ في يوم العيد الكردي، أي في يوم النوروز 21 آذار 1925. ولكسب الدعم والتأييد للانتفاضة قام الشيخ سعيد بجولة في كردستان، قام أثناءها بحل الخلافات بين العشائر الكردية وإزالة العداوات والدعوة إلى الوحدة والاتفاق.

## بداية الثورة
وصل الشيخ سعيد في الخامس من شباط 1925 إلى قرية بيران الواقعة في الجبال شمال ديار بكر برفقة مائة فارس، وتصادف وصوله مع وصول مفرزة تركية جاءت لاعتقال بعض الكرد، وعندما طلب الشيخ سعيد من قائد المفرزة احترام وجوده، واعتقال من يشاء بعد أن يغادر القرية رفض الضابط التركي ذلك، فوقع صدام مسلح بين قوات المفرزة ورجال الشيخ، قتل فيها بعض الجنود الأتراك وأسر آخرون. وعندما انتشر خبر تلك الحادثة ظن قادة الكرد بأن الشيخ أعلن الانتفاضة، فهاجموا القوات التركية وسيطر الشيخ عبد الرحيم، أخو الشيخ سعيد، على مدينة كينج التي اختيرت عاصمة مؤقتة لكردستان، وانتشرت الانتفاضة بسرعة كبيرة وسيطر المتمردون لفترة قصيرة على أراضي واسعة في ولايات الأناضول الشرقية، وبلغ عدد الكرد المنتفضين حوالي 600 ألف، ساندهم خلالها حوالي 100 ألف من الشركس والعرب والأرمن والآشوريين[بحاجة لمصدر]. فرض الثوار الحصار على مدينة ديار بكر التي صمدت في وجههم حتى وصول القوات التركية المعززة بالأسلحة الثقيلة، ولم يتمكن المتمردون من السيطرة على المدينة رغم اقتحامهم لها، فأمر الشيخ سعيد قواته بالتراجع. بعدها، حاصرت القوات التركية الثوار ومنعتهم من الفرار إلى العراق وسوريا وإيران.
وفي أواسط نيسان 1925 اعتقل الشيخ سعيد مع عدد من قادة الانتفاضة التي خبت نارها شيئاً فشيئاً. وفي نهاية أيار حوكم الشيخ سعيد وقادة الانتفاضة الآخرون، وصدر حكم الإعدام بحقه مع 47 من قادة الثورة. نفذ حكم الإعدام فيهم في 30 أيار 1925. وأمام حبل المشنقة قال الشيخ سعيد: «إن الحياة الطبيعية تقترب من نهايتها، ولست آسفاً قط عندما أضحي بنفسي في سبيل شعبي، إننا مسرورون لأن أحفادنا لن يخجلوا منا أمام الأعداء».
بلغت خسائر الكرد تدمير 900 بيت وحرق وإزالة 210 قرى، فيما وصل عدد القتلى إلى 15 ألفا، فضلاً عن نهب ممتلكات وثروات كل من وصلت إليهم أيدي الجنود الأتراك. أسفر قمع هذه الحركة عن تهجير عشرات الآلاف من الكرد إلى سوريا.[بحاجة لمصدر]

## مناطق الثورة
بدأت الثورة في مناطق شمال ولاية ديار بكر مثل هاني (بلدة) وسيلوان.